# Novosedly (okres Břeclav)
Novosedly (německy Neusiedel) jsou obec v okrese Břeclav v Jihomoravském kraji. Leží na pravém břehu Dyje blízko hranice s Rakouskem, mezi městy Mikulov a Hrušovany nad Jevišovkou. Žije zde přibližně 1 400 obyvatel. Jedná se o vinařskou obec v Mikulovské vinařské podoblasti (viniční tratě U božích muk, Stará hora, Růžová hora, Nad Sklepy, Slunečná, Janův vrch, Kamenný vrch).

## Název
Vesnice od založení nesla německé jméno Neusiedel ("Nové sídlo"). V češtině se zprvu užívaly jen jeho mírně upravené podoby Nejzýdl, Nejsidle a podobně. Teprve v polovině 19. století bylo jméno přeloženo do češtiny jako Nové sídlo, v závěru 19. století pak upraveno do podoby Novosedly.

## Historie
Novosedly byly založeny jako kolonizační ves zřejmě před rokem 1183, nejpozději však v 1. čtvrtině 13. století. První spolehlivá písemná zmínka je z roku 1276. Původně patřily kapitule ve Staré Boleslavi. Ta ves roku 1276 postoupila klášteru premonstrátek v Dolních Kounicích. Již během 1. poloviny 14. století však část vsi patřila k drnholeckému panství. To ji nakonec získalo celou. Novosedly pak pod drnholecké panství spadaly až do zrušení patrimoniální správy v roce 1848.
Po zavedení nové organizace státní správy v roce 1850 byla začleněna do soudního i politického okresu Mikulov. V roce 1856 byla postavena nová školní budova (vedle ní byla v roce 1920 postavena další budova české menšinové školy). Roku 1872 sem byla přivedena železnice (trať Břeclav - Hrušovany nad Jevišovkou), z níž vedla odbočka do Lávy nad Dyjí (roku 1930 zrušena). Pošta v obci byla založena 22. ledna 1892.
Po Mnichovské dohodě byly Novosedly odstoupeny Německé říši a dne 8. října 1938 připojeny k Dolnodunajské župě. Sovětská armáda obec obsadila až 8. května 1945. Většina obyvatel obce byla následně odsunuta a na jejich místo přišli dosídlenci z Valašska, Hodonínska, Slovenska a reemigranti z Bulharska a Jugoslávie. Od roku 1960 spadá obec pod okres Břeclav. Dne 5. března 2004 byly obci Novosedly uděleny Parlamentem České republiky znak a vlajka.

## Obyvatelstvo
Ač se nacházejí v oblasti osídlené chorvatskou kolonizací, přímo Novosedly byly do odsunu Němců roku 1945 z naprosté většiny německé.

## Samospráva
Od roku 1990 vykonával funkci starosty obce František Trefilík. Na ustavujícím zasedání zastupitelstva 6. listopadu 2014 byl opětovně zvolen.  Z funkce ho zastupitelé odvolali v srpnu 2015, na zasedání zastupitelstva 17. září 2015 byl novým starostou zvolen Milan Masařík.Ten však po dvou týdnech rezignoval. Na zasedání zastupitelstva 3. listopadu 2015 byl novým starostou zvolen Bc. Adam Hrůza DiS.
Na ustavujícím zasedání zastupitelstva 1.11.2018 byl znovu zvolen starostou. Funkci starosty v komunálních volbách roku 2022 už neobhajoval. Na ustavujícím zasedání zastupitelstva 20.10.2022 byl novým starostou zvolen Bc. Jan Mondek.

## Hospodářství
Sídlí zde cihelna Wienerberger, firma HTS, Víno Marcinčák, Víno Foltýn (VINOFOL).

## Pamětihodnosti
- Dominantou obce je kostel svatého Oldřicha Je to jednolodní kostel s románským jádrem pochází ze 13. století, v pozdějších dobách upravovaný a rozšiřovaný.
- mariánský sloup na návsi se sochou Panny Marie s Ježíškem, pocházející z 18. století.
- Barokně-klasicistní kaple Krista Trpícího z počátku 18. století, nachází se v jižní části obce
- Trojice božích muk z různých dob, nacházejících se kolem východního a severního okraje obce.

## Galerie

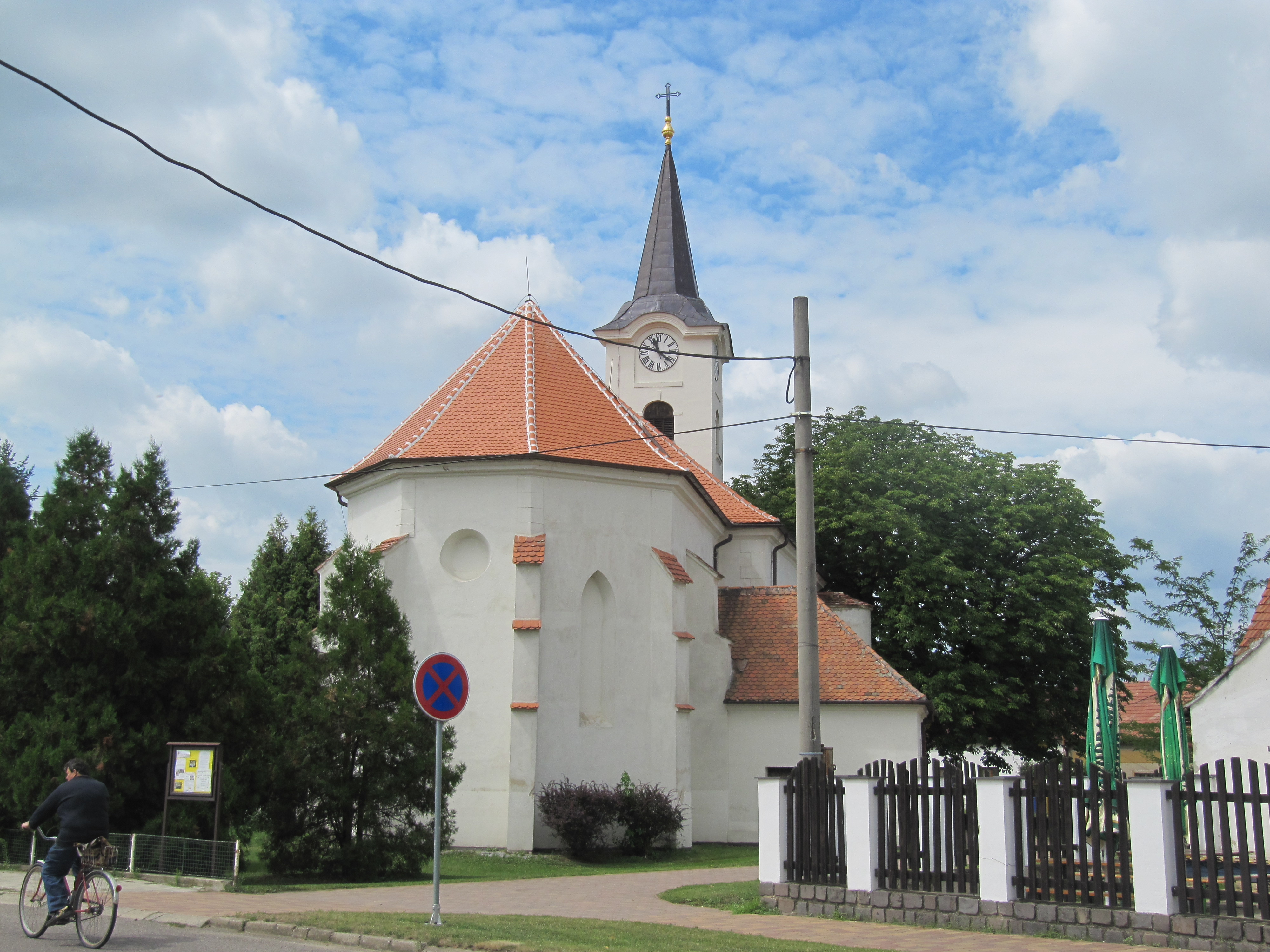
Kostel svatého Oldřicha
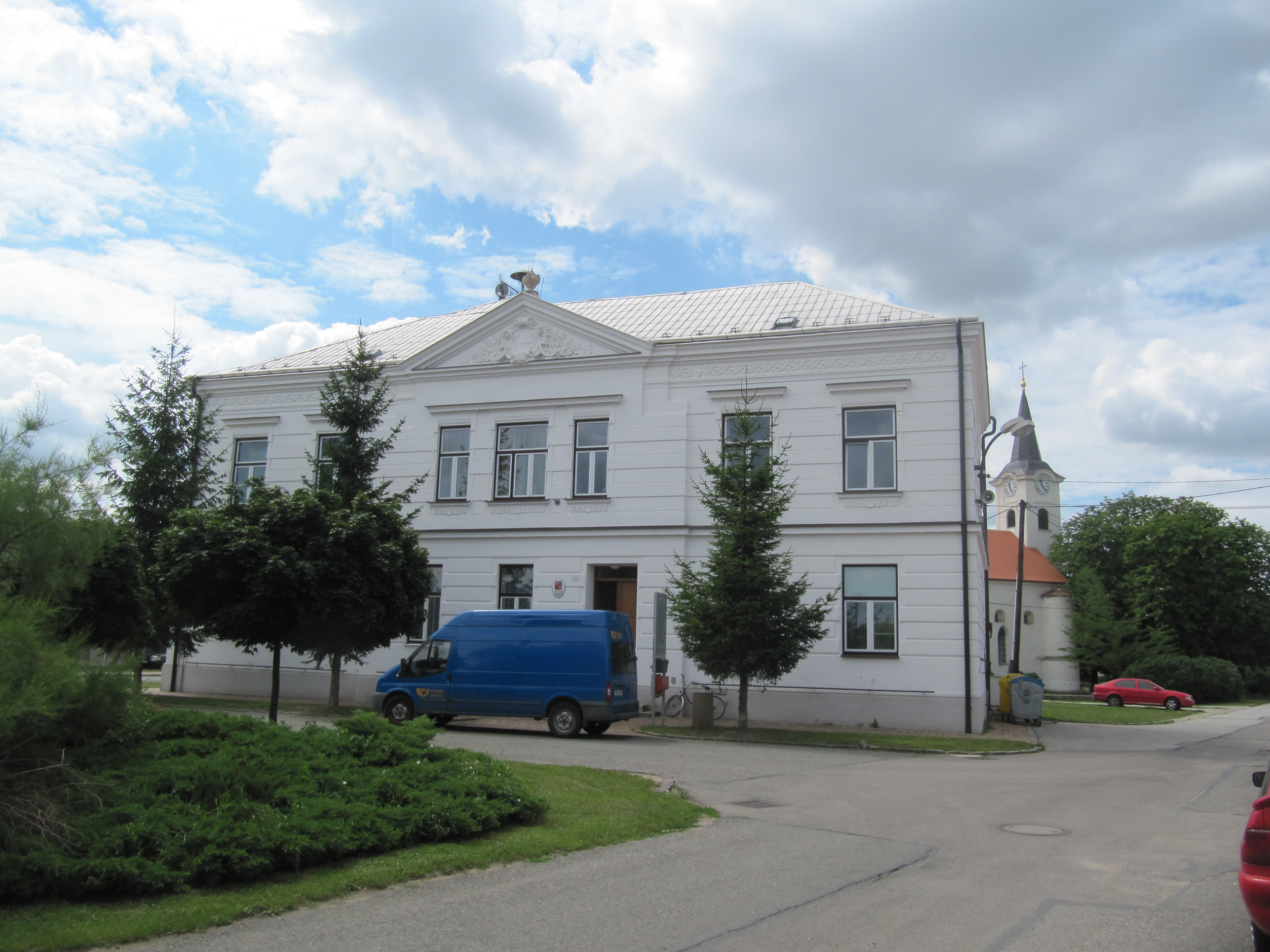
Obecní úřad
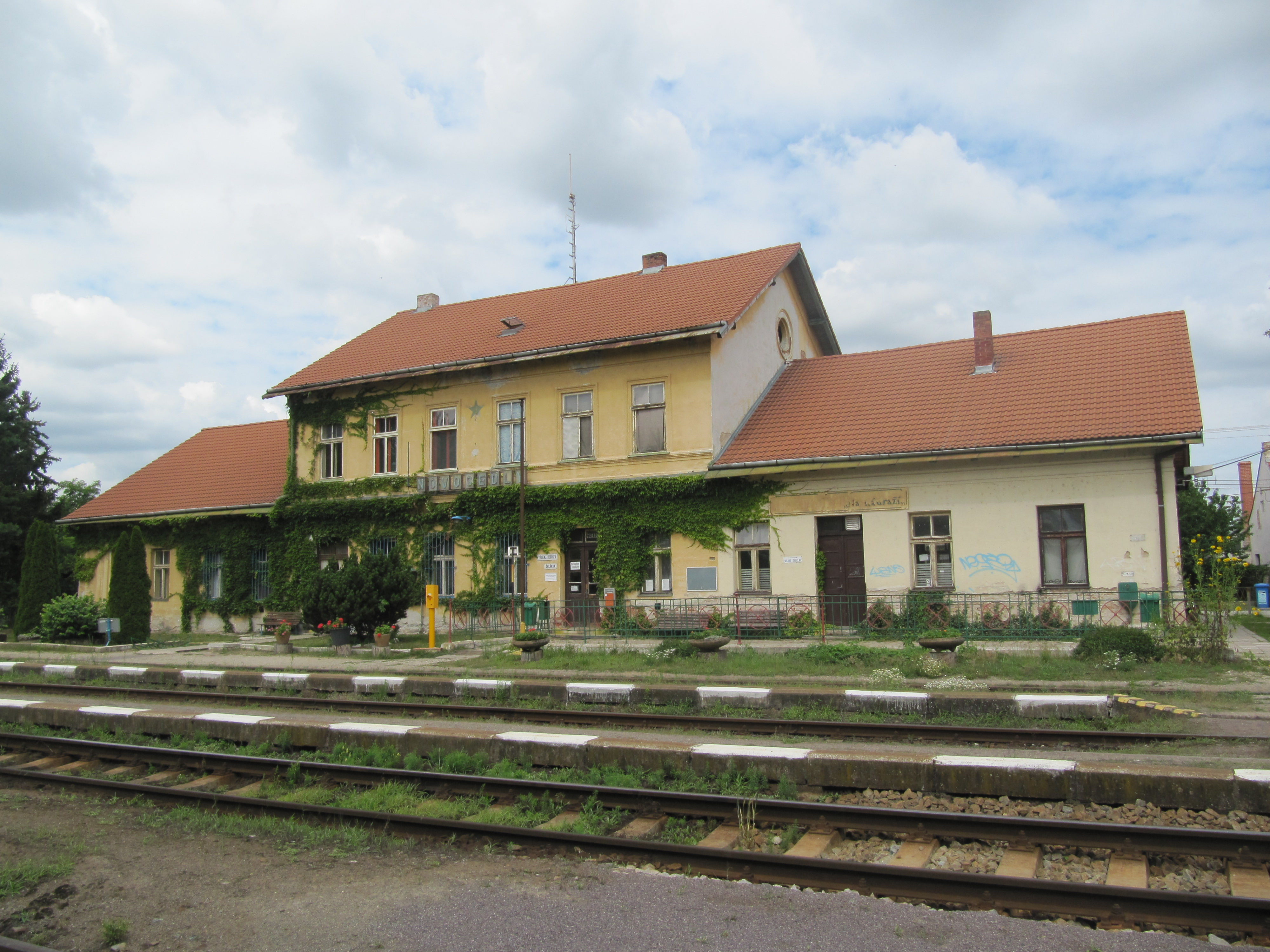
Nádraží na trati Břeclav-Znojmo